# 서울미디어시티비엔날레
서울미디어시티비엔날레(Seoul Mediacity Biennale)은 대한민국 서울특별시에서 격년제로 개최되는 현대미술 전시회이다. 서울시립미술관이 주최하는 공공 행사이며, 현대미술 중에서도 특히 미디어아트를 중점적으로 다룬다. 광주 비엔날레, 부산 비엔날레와 함께 한국 3대 비엔날레로 불리기도 한다. 2000년 "미디어_시티 서울"이라는 명칭으로 개막하여 2014년 현재 명칭으로 변경되었다.

## 역사

### 설립배경
2000년, 새로운 밀레니엄을 맞이하여 전세계가 급속도로 변화했다. 특히 정보환경의 변화는 전분야에 걸쳐 새로운 패러다임을 형성했으며, 이에같이 전세계에 거대규모의 밀레니엄 프로젝트가 등장했다. 한국도 밀레니엄 프로젝트인 'BK21 프로젝트'를 중앙정부 차원에서 계획, 추진하였다. 또한 각 지방자치단체에서는 지역 특성에 맞는 다양한 형식과 개성을 갖춘 사회문화 전략화 상법을 구상하기 시작했다.
'미디어시티서울'은 이 흐름과 함께 기획된 서울시의 밀레니엄사업이다. 서울시는 '미디어시티서울'은 21세기 첨단 멀티미디어 도시사회로의 미래 비전을 추구하며, 예술, 과학, 산업의 접목을 통한 21기형 신문화산업이라고 소개하고 있다.
2013년을 기점으로 민간위탁사업에서 미술관 직영사업으로 전환되었다.

### 명칭의 변화
2000년, 1회 개막 당시 공식 행사 명칭은 '미디어_시티 서울'(영문: media_city seoul)이었다. 1회 총감독 송미숙은 이 명칭의 "미디어"는 "의사소통의 수단이자 매체"이자 "예술의 표현 매체"라는 뜻에 더해, 동북아시아의 전략 허브이자 다리로서의 서울을 가리키기도 하며, 나아가 미디어 아트와 연관된 미디어 테크놀로지 등을 복합적으로 가리킨다고 썼다. 특히 "미디어"와 "시티" 사이의 밑줄 문자(_)는 미디어와 도시의 동등한 가치, 둘 간의 시너지 효과 등을 의미한다고 밝혔다. 이후 2010년 6회 때 행사명에서 밑줄 문자를 제한 '미디어 시티 서울'(영문: Media City Seoul)이 사용되었으며, 이는 2012년 7회 이후로 '미디어시티서울'(영문: Mediacity Seoul)이라는 표기로 굳어졌다.
2002년, 제 2회는 '서울 국제 미디어 아트 비엔날레'(Seoul International Media Art Biennale)라는 이름을 본격적으로 사용했다. 
2014년, 제 8회를 기점으로 서울시립미술관의 직영 비엔날레로 정립되면서 서울 국제 미디어 아트 비엔날레라는 명칭 대신 'SeMA 비엔날레'를 사용하기 시작했다. 현재 공식 명칭 표기는 'SeMA 비엔날레 미디어시티서울'(영문: SeMA Biennale Mediacity Seoul)이다.

## 연혁[5]
| 연도 | 회차 | 제목                                                                     | 기간                  | 장소                                                                               | 참여작가                 | 예술감독                                             |
| ---- | ---- | ------------------------------------------------------------------------ | --------------------- | ---------------------------------------------------------------------------------- | ------------------------ | ---------------------------------------------------- |
| 2000 | 1회  | 도시: 0과 1사이                                                          | 9월 2일 - 11월 15일   | 서울시립박물관, 지하철 13개소                                                      |                          | 송미숙                                               |
| 2002 | 2회  | 달빛 흐름                                                                | 9월 26일 – 11월 24일  | 서울시립미술관 서소문본관                                                          |                          | 이원일                                               |
| 2004 | 3회  | 디지털 호모 루덴스                                                       | 12월 15일 – 2월 6일   | 서울시립미술관 서소문본관                                                          |                          | 윤진섭                                               |
| 2006 | 4회  | 두 개의 현실                                                             | 10월 18일 – 12월 10일 | 서울시립미술관 서소문본관                                                          |                          | 이원일                                               |
| 2008 | 5회  | 전환과 확장                                                              | 9월 12일 – 11월 5일   | 서울시립미술관 서소문본관                                                          |                          | 박일호                                               |
| 2010 | 6회  | 트러스트                                                                 | 9월 7일 – 11월 17일   | 서울시립미술관 서소문본관, 서울시립미술관 경희궁 분관, 서울역사박물관, 심슨 기념관 | 21개국 45명(팀) (60작품) | 김선정                                               |
| 2012 | 7회  | 너에게 주문을 건다                                                       | 9월 9일 – 11월 4일    | 서울시립미술관 서소문본관, 상암 디지털미디어시티 DMC 홍보관                        | 20개국 49명(팀) (57작품) | 유진상                                               |
| 2014 | 8회  | 귀신 간첩 할머니                                                         | 9월 2일 – 11월 23일   | 서울시립미술관 서소문본관, 한국영상자료원                                          | 17개국 42명(팀)          | 박찬경                                               |
| 2016 | 9회  | 네리리 키르르 하라라 (NERIRI KIRURU HARARA)                              | 9월 1일 – 11월 20일   | 서울시립미술관 서소문본관, 남서울생활미술관, 북서울미술관, 난지미술창작스튜디오    |                          | 백지숙                                               |
| 2018 | 10회 | 좋은 삶 (Eu Zên)                                                         | 9월 6일 – 11월 18일   | 서울시립미술관 서소문 본관, 서울로미디어캔버스                                     | 16개국 69명(팀) (86점)   | 디렉토리얼 콜렉티브 (홍기빈, 임경용, 김장언, 김남수) |
| 2020 | 11회 | 하루하루 탈출한다 보관됨 2021-06-02 - 웨이백 머신 (One Escape at a Time) | 9월 8일 – 11월 21일   |                                                                                    |                          | 융 마                                                |

### 1회: 0과 1
서울시 전역을 전시무대로 하여 개최되었다. 그러나 다소 학술적인 주제와 전시관람의 어려움, 운영문제로 인해 대중적인 측면은 혹평을 받았다.

### 6회: 트러스트 Trust
'트러스트 Trust'는 현대사회에 깊게 개입하고 있는 미디어가 개인과 개인, 개인과 사회, 그리고 사회와 사회의 관계를 어떻게 변화시키고 있는지 반영하는 단어이다.
- 미디어의 확장으로 정보는 왜곡되고, 메시지는 불투명해진 오늘날, 역사와 진실은 어떻게 재현될 수 있을가?

- 미디어의 매체가 다양해지고 대중화되면서 미디어는 권력과 지배의 또 다른 구조를 만들어내고 있는 것은 아닌가?
- 그렇다면 우리는 어떤 사회를 꿈꾸고 있는가?

라는 문제의식을 갖고 미디어의 개인적이고 사회적인 의미를 되돌아보는 전시이다.

### 7회: 너에게 주문을 건다
테크놀로지와 미디어가 보여주는 발전속도는 지구 전체의 환경과 생태조건을 변화시키는 단계에 이르고 있다. 이 거대한 패러다임 변화의 시대에 기술기반미술(미디어아트)를 중심으로 기술 환경에 대한 담론을 활성화하고 그에 대한 비평적, 창의적인 예술적 예시를 소개하고자 기획되었다.

### 8회: 귀신 간첩 할머니
예술가이자 영화감독인 박찬경이 예술감독을 맡았고 ‘귀신 간첩 할머니’라는 제목으로 ‘아시아’를 주제화하고 있다. 귀신은 아시아의 누락된 역사와 전통을, 간첩은 냉전의 기억을, 할머니는 기나긴 가부장제 사회를 살아온 ‘여성의 시간’을 비유한다.
17개국 42명(팀)의 국내외 작가들이 전시에 참여하였다.

### 9회: 네리리 키르르 하라라 (NERIRI KIRURU HARARA)
'전쟁, 재난, 빈곤 등 원치 않는 유산을 어떻게 미래를 위한 기대감으로 전환시킬 것인가'라는 질문을 갖고, 반도이자 섬인 한국의 지정학적 맥락 안에서, 변화와 급진적 단절을 보여주는 동시대 예술가들의 상상력에 주목한다. 나아가 예술언어와 미디어가 매개하는 다양한 종류의 미래를 제안하며, 유토피아도 디스토피아도 아닌, 기억이면서 노스탤지어이기도한 내일의 가능성을 묻고자 한다.
전시 제목 <네리리 키르르 하라라>는 상상 속 화성인의 말으로, 시 「이십억 광년의 고독」에서 따왔다. 이 제목은 아직 오지 않은 ‘미래(未來)’의 언어, 또는 미지의 것으로 남아있는 과거 또는 현재의 언어를 표현하고자 하는 기획의도를 담고 있다.

## 같이 보기
- '98 도시와 영상